# Laura Innes
Laura Elizabeth Innes (ur. 16 sierpnia 1957 w Pontiac, Michigan) – amerykańska aktorka i reżyserka, występowała w roli dr Kerry Weaver w serialu Ostry dyżur.
Po ukończeniu Uniwersytetu Northwestern występowała na deskach teatralnych w Chicago (m.in. u boku Johna Malkovicha czy Erika Stoltza). W latach 90. zaczęła występować w serialach, m.in. Party of Five, My So-Called Life, Brooklyn Bridge, And the Band Played On. Popularność przyniosła jej rola w serialu Skrzydła.
Od 1995 do 2007 r. grała jedną z głównych ról w serialu Ostry dyżur. Za rolę niepełnosprawnej dr Weaver otrzymała dwie nominacje do nagrody Emmy.
Grała także w produkcjach filmowych (m.in. Furia Briana De Palmy, Dzień zagłady u boku Morgana Freemana).
Wyreżyserowała 11 odcinków Ostrego dyżuru i kilka odcinków serialu Prezydencki poker, a oprócz tego pojedyncze odcinki kilku innych seriali.